# Medevi
Medevi är en ort i Västra Ny socken i västra delen av Motala kommun i Östergötlands län. SCB klassade Medevi som en småort vid avgränsningen 1995. Den omfattade då 27 hektar och hade 55 invånare. Sedan 2000 har befolkningen varit under 50 personer och området räknas därför inte längre som småort.
Vid småortsavgränsningen 1995 var andelen fritidshus högre än 50 % i småorten.
Här återfinns Medevi brunn, Sveriges äldsta brunnsort.

## Administrativa tillhörigheter
Medevi ligger i Västra Ny socken i Aska härad, som bildade Västra Ny landskommun (före 1893 kallad Nykyrka landskommun) vid kommunreformen 1862. Vid kommunreformen 1952 gick Västra Ny upp i Godegårds landskommun. Vid kommunreformen 1971 bildades Motala kommun som Medevi har tillhört sen dess.

## Befolkningsutveckling
| Befolkningsutvecklingen i Medevi 1960–1995 | Befolkningsutvecklingen i Medevi 1960–1995 | Befolkningsutvecklingen i Medevi 1960–1995 | Befolkningsutvecklingen i Medevi 1960–1995 | Befolkningsutvecklingen i Medevi 1960–1995 |
| --- | ------------------------------------------ | ------------------------------------------ | ------------------------------------------ | ------------------------------------------ |
| |                                            |                                            |                                            |                                            |
| År |                                            |                                            | Folkmängd                                  | Areal (ha)                                 |
| 1960 | 1960                                       |                                            | 151                                        | ¤                                          |
| 1990 | 1990                                       |                                            | 52                                         | 27#                                        |
| 1995 | 1995                                       |                                            | 55                                         | 27#                                        |
| Anm.: Ny småort 1995; Ej småort 2000 Siffran för 1990 motsvarar den fasta befolkningen den 31 december 1990 inom det område som blev småort 1995. ¤ Som tätortsbebyggelse med 150-199 invånare # Som småort. |                                            |                                            |                                            |                                            |

## Fotnoter
1. ↑  Småorter 1995 - SCB
2. ↑  SCB Folkräkningen 1960 del 2 sida 116 i pdf:en
3. ↑  Statistiska meddelanden: Småorter 1995, s. 23 i pdf:en
4. ↑  Statistiska centralbyrån Landareal per småort (orter med 50-199 invånare), folkmängd och invånare per kvadratkilometer. Vart femte år 1995 - 2010